# 罗点
罗点（1150年—1194年），字春伯，抚州崇仁（今江西省崇仁县）人，南宋大臣。
罗点六岁能做文章。登淳熙三年（1176年）进士第，授为定江节度推官。官至校书郎兼国史院编修官。当年旱灾，宋孝宗下诏征求直言，罗点上封事：“现在奸臣谄谀之人日甚，议论见识平凡鄙陋。无置可否，就叫得体；与世俗一同浮沉，就叫有量；众人默然，自己独言，就叫沽名；众人混浊，自己清高，则曰就叫立异。这种风气不革除，陛下虽想要大有为于天下，未见其可。自旱灾肆虐，陛下祈祷群祠，大赦有罪，也不足以感动上天。而早上求直言，晚上得甘雨，上天之心，昭然所示。独不知陛下的求直言，确实想要实行吗？如想要实行，则将以所上封事，反覆详熟，当实行的审而后行，有怀疑的咨而后决，如此则太平之象日显，而乱象自消。”升迁为秘书郎兼皇太子宫小学教授。
赵扩（宋宁宗）当时以皇孙封英国公，罗点兼教授，入讲至傍晚时不停，左右请稍事休息，罗点说：“国公苦学不停，为什么阻止他。”又摘取古事劝戒，作成《鉴古录》进献。宋高宗驾崩，宋孝宗在居丧，皇太子赵惇参决庶务，罗点当时以户部员外郎兼太子侍讲，出使浙右，升迁为起居舍人，改任太常少卿兼侍立修注官，被命出使金朝以告登宝位。当时金世宗驾崩有国丧，迫使罗点换掉金带，罗点说：“登位是吉事，必以吉服从事。有死而已，金带不可换。”又责备罗点不应当称“宝位”，罗点说：“圣人大宝称作位，不加‘宝”字，何以别至尊。”金人不能改变。
宋光宗对罗点说：“卿旧为宫僚，非他人可比，有想要说的，不要怕相告。”罗点说：“君子得志很少，小人得志很多。君子志在天下国家，而不在自己，行动必然遵循直道，言必遵循正论，往往不得罪人主，就得罪亲贵，不得罪当权者，就得罪时俗。小人志在自己，而不在天下国家，所行所言，都是取悦之道。用得罪人的方法，小人得志就少了；用取悦人的方法，小人不得志就少了。之前的明主，念及君子的难以进用，就极力推行他们的主张而保护他们；念及小人的难以斥退，就极力观察堤防他们。”
皇子嘉王赵扩年至二十，罗点说：“现在正是亲师友、进德业之时，应该选择端良忠直之士，参侍日常。”于是任命黄裳为翊善。又说：“君主忧勤，臣下于是同心；君主偷安，臣下于是解体。现在街上的传言，都说陛下每日视朝，勉强听奏决断，心不在政事。宰执陈奏，按礼节应答，侍从官僚，按礼节朝对，在宫中日常之乐，赏赐奢侈之费，已经喧腾众人之口。强敌对境这样的名声怎能传出！”
绍熙三年（1192年）十一月冬至，车驾将到重华宫朝贺太上皇孝宗，既而中止。罗点说：“自天子到庶人，按时节拜双亲，没有空缺，三纲五常，关系甚大，不当以为常事而忽略。”光宗过宫的心意未决定，罗点上奏：“陛下已选定日子过宫，寿皇必引领以等候陛下。常人于朋友而且不可以无信，何况君主事奉父亲？现在陛下久缺温凊，寿皇想见不可得，万一忧思得病，陛下将怎么向天下解释？”
曾经在便殿召对，罗点说：“近来内外相传，说陛下在宫内有所牵制，不能很快出来上朝，沉溺于酒色，不理政事，真的是这样吗？”光宗说：“没有。”罗点说：“臣固然知道没有。私下猜测宫禁之间可能有触犯拂逆之事，姑且饮酒消遣。民间老百姓，被家庭妇人逼到逆境，也有纵酒放松的。君主主持天下，着颗心就像青天白日，当风雨雷电消散之后，清澈透明，岂能容许再有丝毫芥蒂停留呢？”光宗还是没有过宫去见孝宗。罗点又奏：“臣私下猜测嘉王生日，在禁中贺寿，以报父母养育之德，父子欢融，怎能不动心，请陛下感念两宫盼望之意。”十一月，罗点知道自己的话不被听从，请求离职，光宗不许。十二月，试任兵部尚书。
绍熙五年（1194年）四月，光宗将要到玉津园，罗点请先过重华宫，又上奏：“陛下为寿皇之子，四十余年没有隔阂，只是由于开始郊礼生病，寿皇曾到南内督责，左右之人从此谗言离间，于是生出猜疑。以臣所见，寿皇与天下人相忘很久了。现在大臣同心辅政，奉法以理，宗室、戚里、三军、万姓都没有贰心，如果有人离间，诛杀他不必犹豫。像现在深居不出，久亏为子之道，众口非议，祸患将出，不可以不虑。”光宗说：“卿等可为朕调解。”黄裳回答：“父子之亲，为什么要调解。”罗点说：“陛下一出来，就当释然。”光宗还是未行。罗点于是率领讲官上书，光宗说：“朕心里未尝不思念寿皇。”罗点回答：“陛下长久没有问安，虽有此心，何以自我辩解？”寿皇得重病，罗点又随宰执班进谏。阁门吏让他们站住，罗点怒斥而入。光宗拂衣而起，宰执抓住皇帝衣裾，罗点急忙上前哭泣着说：“寿皇病势已危，现在不趁机见一面，后悔来不及了。”群臣随光宗入至福宁殿，内侍刚愎殿门，大臣痛哭而退。三日后，罗点随宰执班问安，光宗诏命只让他进来。罗点上奏：“前日只为了迫切尽忠，举措失礼，陛下赦免不杀，但是抓住衣裾于是有先例的。”光宗说：“抓住衣裾可以，为什么要闯入宫禁？”罗点引辛毗的先例谢罪，而且说：“寿皇只有陛下一子，既托付神器，惟恐不能快点见到他了。”
孝宗寿皇驾崩，罗点请光宗奔丧。光宗答应却没有出来，在重华宫拜受遗诏。罗点与侍从列奏劝谏请光宗过宫祭祀，前后三十五疏，自己单独上奏者十六章，上奏疏给重华宫，上书给嘉王和面对口奏没有算在内。嘉王嗣位为宋宁宗，人心才安定。拜罗点为端明殿学士、签书枢密院事。宁宗有事于明堂，罗点扈从于斋宫，得病而卒，时年四十五岁。赠太保，谥文恭。
罗点天性孝顺友爱，无偏激和标新立异的行为，端正耿介有操守，义利之辨十分明白。有人说天下事非有才之人不能办，罗点说：“应该先论其心，心如果不正，才虽过人，有什么可取之处！”宰相赵汝愚曾哭着对宁宗说：“黄裳、罗点相继去世，二臣的不幸，就是天下的不幸啊。”

## 延伸阅读
[在维基数据编辑]
 《宋史·卷393》，出自脱脱《宋史》